# Lacistema aggregatum
Lacistema aggregatum là một loài thực vật có hoa trong họ Lacistemataceae. Loài này được (P.J.Bergius) Rusby mô tả khoa học đầu tiên năm 1907.